# Karl Heinz Bergmiller
Karl Heinz Bergmiller (1928) é um designer de produtos alemão formado pela Escola de Ulm e foi um professor fundador da Escola Superior de Desenho Industrial (Esdi-UERJ).
Bergmiller veio para o Brasil no final da década de 1950 e fez parte de uma geração que contribuiu para a estruturação do design moderno no país. O trabalho de Bergmiller abrangeu não apenas projetos para uma indústria renovada como também preocupações com as áreas pedagógicas e de pesquisa aplicada, realizadas na ESDI e no IDI/MAM (Instituto de Desenho Industrial do Museu de Arte Moderna do Rio de Janeiro), do qual foi fundador juntamente com Goebel Weyne e coordenador. Suas premissas projetuais, baseadas em parâmetros de racionalidade, método e sistematização, são bastante claras e visíveis nos projetos desenvolvidos para os sistemas de exposições para o MAM/RJ, assim como nos sistemas de mobiliário para escritório projetados para duas indústrias em São Paulo: a Escriba Indústria e Comércio de Móveis e a Alberflex Indústria de Mobiliário para Escritório. 

## Biografia
Bergmiller nasceu em 1928, na cidade de Bad Tölz, e estudou desenho industrial na Hochschule Für Gestaltung (Escola Superior da Forma) em Ulm, Alemanha. Estimulado pelas informações sobre o Brasil desenvolvimentista que teve de colegas como Alexandre Wollner e Almir Mavigner e do professor Max Bill, primeiro diretor da Escola de Ulm, ele se interessou pelo país, uma vez que a Alemanha passava pelo período de pós-guerra. Para ele, o Brasil era uma possibilidade, e emigrar era o desejo. O alemão não teve contato com a arte - foi a experiência com a tecnologia e a indústria em sua cidade natal que o fez frequentar o curso de Design Industrial na escola que se intitulava a herdeira da Bauhaus.
Após formar-se na Escola de Ulm em 1958, trabalhou no estúdio de Max Bill e veio para o Brasil no fim deste mesmo ano, com bolsa do governo brasileiro. Fixou-se em São Paulo, trabalhando junto a Geraldo de Barros, Alexandre Wollner, Ruben Martins e Walter Macedo no escritório Forminform, no qual se desenvolviam projetos de design de produtos em escala industrial, principalmente de móveis domésticos.
Em janeiro de 1963, começou a colaborar com o projeto de fundação da ESDI, no Rio de Janeiro, após ter sido contatado em São Paulo pelo Ministro da Educação Flexa Ribeiro e por Jayme Maurício. Ele estava disposto a contribuir com a ESDI porém reticente quanto a mudar-se para o Rio de Janeiro - foi Simeão Leal que o convenceu. Ele se casou com Zulema Rida e logo depois veio para o Rio trabalhar no projeto junto a Maurício Roberto, Wladimir Alves de Souza, Alexandre Wollner, Aloísio Magalhães, Orlando de Souza Costa, Simeão Leal, Flavio de Aquino e Euryalo Cannabrava. Permaneceu como professor na instituição até 1998.
Em 1967, Bergmiller começou a trabalhar na indústria de móveis Escriba, cujos principais ramos eram mobílias de escritórios e bibliotecas. Ele se tornou designer-chefe e diretor da empresa, permanecendo nela até 1999 e em 2000 trabalhou como consultor de design para a Alberflex Indústria de Mobiliário para Escritório.

## Escola Superior de Desenho Industrial
A ESDI, Escola Superior de Desenho Industrial, foi a instituição na qual Bergmiller desenvolveu suas atividades didáticas. Juntamente com Alexandre Wollner, ele definiu e fundamentou os princípios que orientaram a fase inicial da Escola, particularmente os referentes à área da comunicação visual. Também foi o responsável pela definição dos critérios do que seria o ensino de um design paramétrico no Brasil, com todas as suas possibilidades e limitações reais. Foi definido um plano didático, selecionado um grupo de professores, estabelecida uma forma específica de vestibular, instaladas oficinas e escolhidos seus mestres - trabalhos que, até então, nunca haviam sido realizados no ensino superior brasileiro. Isso era coerente com o contexto político da época, pois nunca antes um representante do poder executivo havia assumido uma posição tão voluntarista como o governador Carlos Lacerda, do recém-criado Estado da Guanabara, em relação a experiências inovadoras no ensino superior.

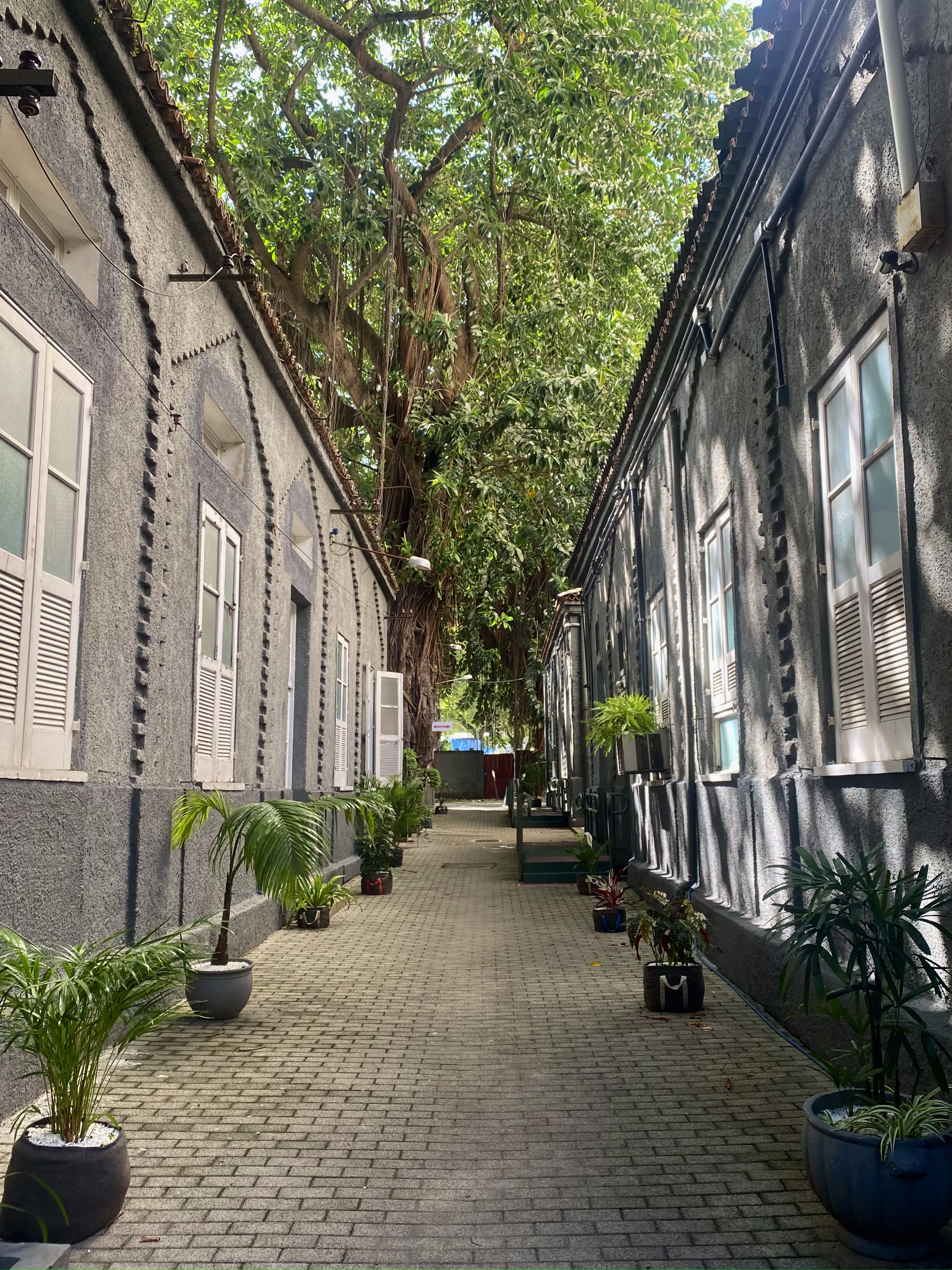
ESDI em 2023

A criação da Escola fez parte de um conjunto de projetos coerentes com a visão otimista das décadas de 1950–60 no Brasil. Bergmiller aponta como um dado diferente a Escola ter resultado de uma iniciativa do Estado e não particular, numa época em que as ideias de vanguarda eram mais comuns entre a burguesia do que nos governos, principalmente nas esferas estaduais ou municipais.
Ao longo dos anos em que permaneceu na ESDI, Bergmiller exerceu a coordenação de ensino em 1967–68; elaborou um plano para um centro de pesquisas na Escola, que posteriormente foi viabilizado no IDI/MAM, Instituto de Desenho Industrial do Museu de Arte Moderna do Rio de Janeiro; propôs o primeiro curso de ergonomia no Brasil através de conferências com ortopedistas e especialistas em medicina do trabalho em 1966, seguindo o modelo de Tomás Maldonado da Escola de Ulm.
Procurou, nos primeiros anos da Escola, firmar ideias e conceitos baseados em um tipo de racionalidade crítica e objetiva, centrada no que ele mesmo denominava “fatores objetivos” do projeto. Em 1968, diante das dúvidas que surgiam sobre o desenvolvimento do novo currículo e dos fatores políticos externos que permeavam o ambiente da ESDI, procurou uma alternativa ao dirigir os interesses pedagógicos para a área pública e social através da proposta de um tema único para todas as séries, ligado a equipamentos e utensílios para as escolas públicas.

## IDI-MAM - Instituto de Desenho Industrial do MAM-Rio

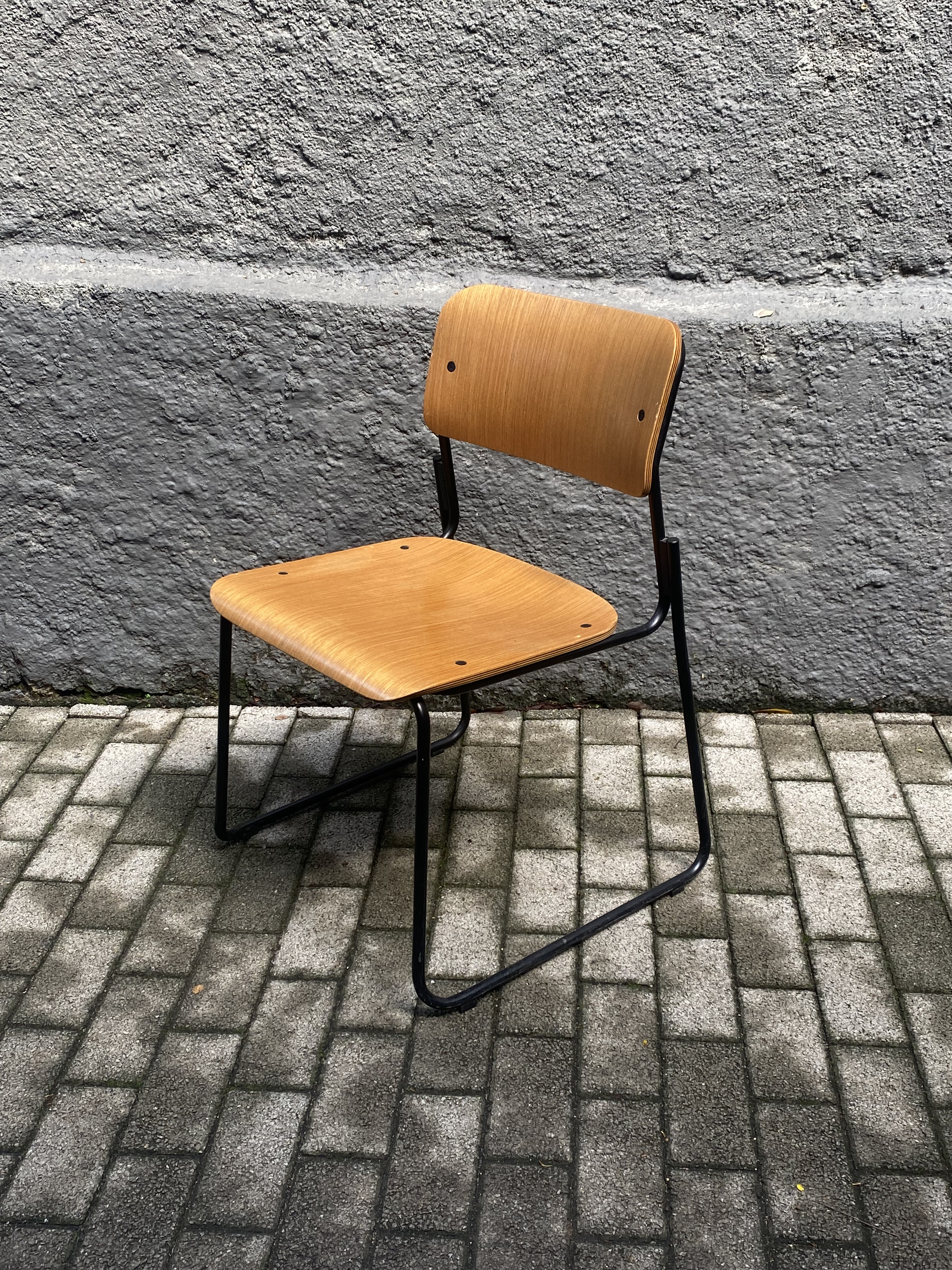
Cadeira Escriba C3 - Parte do projeto de Móvel Escolar

Em paralelo à ESDI, Bergmiller atuou no Museu de Arte Moderna (MAM) do Rio de Janeiro, onde estruturou o IDI - Instituto de Desenho Industrial - e o coordenou em parceria com Goebel, em 1967. O Instituto nasceu em 1968, se tornando um laboratório avançado do curso de Design da ESDI em que os designers colocavam em prática os preceitos ensinados na escola, além de divulgar didaticamente a profissão.
Sob supervisão de Bergmiller, o IDI desenvolveu trabalhos em quatro áreas: desenvolvimento de projeto, exposições, informações e consultorias. Os projetos normativos mais importantes foram o “Manual para planejamento de embalagens”, o “Móvel Escolar” e as bienais de Design de 1970 e 1972.

## No século XXI
Bergmiller mora no Rio de Janeiro. Foi escolhido homenageado do ano no Hall da Fama do Brasil Design Awards 2016, organizado pelo Centro Brasil Design e pela ABEDESIGN (Associação Brasileira das Empresas de Design). Em 2017 recebeu uma homenagem da ESDI por ter sido um dos fundadores da escola e também uma condecoração da “Ordem do Rio Branco”, concedida pelo Itamaraty.